# 이종민 (1986년)
이종민(1986년 8월 10일 ~ )은 대한민국의 의사이며, 닥터쁘띠의원 명동점의 원장이자 재활의학과 전문의이다.

## 방송 출연
- SBS 《좋은 아침》 - 자문의 패널
- SBS 《보석이네 건강수다》 - 자문의 패널
- KBS1 《아침마당》 - 패널 및 강연자
- MBC 《기분 좋은 날》 - 자문의 패널
- JTBC 《닥터들의 썰왕썰래》 - 자문의 패널
- TV조선 《장수상회》 - 자문의 패널
- TV조선 《속설검증 고민잇쇼》 - 자문의 패널
- TV조선 《백세누리쇼》 - 자문의 패널
- MBN 《엄지의 제왕》 - 자문의 패널
- 채널A 《나는 몸신이다》 - 자문의 패널